# Strój kaszubski
Strój kaszubski – strój ludowy, noszony przez Kaszubów. Wyszedł z użycia pod koniec XIX wieku. Używane obecnie przez zespoły pieśni i tańca stroje kaszubskie zostały zrekonstruowane po 1945 roku przez etnografów. Jedyną przetrwałą do naszych czasów oryginalną częścią stroju kaszubskiego jest złotnica (złotogłowia).

## Wygląd

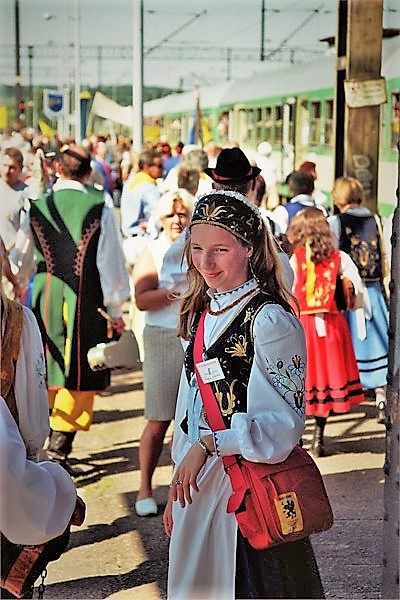
Dziewczyna z zespołu folklorystycznego w stroju kaszubskim (Łeba, 2005)

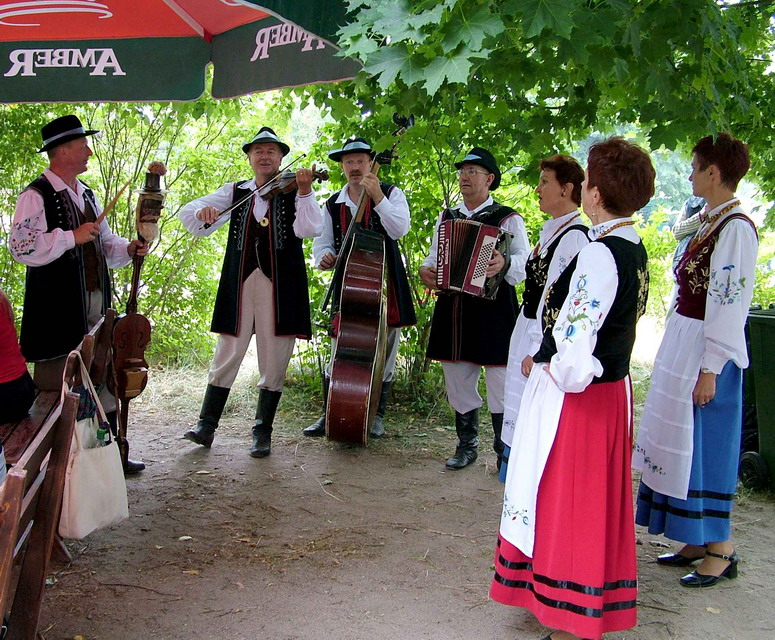
Zespół folklorystyczny w kaszubskich strojach ludowych w Kaszubskim Parku Etnograficznym

### Strój męski
Mężczyźni nosili buty z cholewą (kaszub. skòrznie), w nie wpuszczano białe sukienne spodnie (kaszub. bùksë). Koszula była biała, zawiązana pod brodą czerwoną tasiemką. Na koszulę zakładano kamizelkę z rękawami, lub bez nich (kaszub. liwk). Na wierzch wkładano sukmanę z drobnymi haftami, koloru granatowego, czarnego lub brązowego, była ona podbita czerwoną podszewką. Na głowę wkładano czarny filcowy kapelusz, a zimą futrzaną czapkę (kaszub. mùcã).
W obrębie gospodarstw rolnych, przy pracy, mężczyźni zakładali czarne czapki, białe, lub sporadycznie kolorowe koszule z barchanu, na które zakładali kamizelki – najczęściej czarne, ale mogły być również o innych kolorach. Spodnie, sztruksowe lub płócienne, również najczęściej były czarne. Na stopy zakładano wełniane skarpety, które zawijano na spodnie, by zapobiec zabrudzeniu się nogawek, oraz chodaki, wykonane z drewna i skóry. 
Rybacy na głowę zakładali czapkę z podniesionymi z przodu krawędziami. Noszono długie kurtki aby ochronić się przed wodą i wiatrem, zakładano białe, obcisłe przy kolanach i szersze u góry spodnie, oraz czarne buty z surowej, niefarbowanej skóry, namoczone w rybim tłuszczu, by skóra zrobiła się wodoodporna.
Chłopcy nosili czarny kaftan z lnu lub wełny. W wieku 6 lub 7 lat chłopcy zaczynali nosić harneję – kurtkę z białego płótna przetykanego wełną, liwk – kamizelkę wykonaną również z płótna przetykanego wełną, płócienne spodnie sięgające kolan, wełniane pończochy i drewniane korki.

### Strój kobiecy
Kobiety do pracy zakładały chusty oraz bluzy o przykrótkich rękawach (by nie zabrudzić ich przy pracy), czasem ozdobione czerwoną wstążką. Spódnice były różnokolorowe. Na stopach nosiły drewniane chodaki. W domu kobiety zakładały czepce składające się z dwóch części: denka i otoku o zwisających końcach. Czepiec ten był często dodatkowo owinięty chustą na linii czoła. Noszono koszule, na które w chłodniejsze dni nakładano kabatek z rękawami. Spódnice były grubo marszczone, na nie nakładano fartuch. Pod spódnicę nakładano dwie halki.
Strój wyjściowy kobiet niczym się nie różnił od stroju roboczego, narzucano tylko wełniane, brązowe chusty z frędzlami na ramiona. Mężczyźni zakładali czapkę z nausznikami, kaftan (kaszub. kidel), podszyty czerwoną tkaniną, ozdobiony sznurami i pętlami, lub marynarkę koloru ciemnozielonego lub granatowego, czarne spodnie.
Dziewczęta nosiły szerokie, gęsto marszczone spódnice za kolana, wełniane, w kolorze niebieskim, ciemnoczerwonym, zielonym lub żółtym. Na spódnicy zawiązywano biały fartuch. Bluzki były białe, z falbaniastymi rękawami, przy mankietach wiązane tasiemką. Od początku XX w. bluzki zaczęto ozdabiać haftem. Na bluzkę wkładano aksamitny gorset koloru czarnego lub koloru spódnicy, wyszywany złotą lub aksamitną nicią. Na białe pończochy wkładano czarne buty na obcasie, zapinane na pasek. Kobiety zakładały czepce, dziewczęta wianki z kwiatów lub opaski w kolorze spódnicy.

### Kolorystyka
Na północy regionu w kolorze stroju dominował kolor niebieski, natomiast w środkowych i południowych Kaszubach – zielony, brązowy i żółty. Tylko niektóre elementy stroju były wspólne.